# Agrochola lactiflora
Agrochola lactiflora är en fjärilsart som beskrevs av Max Wilhelm Karl Draudt 1934. Agrochola lactiflora ingår i släktet Agrochola och familjen nattflyn. Inga underarter finns listade i Catalogue of Life.